# Carmen Zanotto
Carmen Emília Bonfá Zanotto (Lages, 6 de outubro de 1962), é uma enfermeira e política brasileira, filiada ao Cidadania, atual prefeita de Lages, ex-deputada federal pelo estado de Santa Catarina, tendo exercido o cargo de Secretária de Estado da Saúde de Santa Catarina nas gestões de Luiz Henrique de Silveira e Jorginho Melo.  Em 2024, foi eleita prefeita de Lages, em primeiro turno, com 58,47% dos votos válidos. Tomou posse como prefeita no dia 01 de Janeiro de 2025
É presidente estadual do Cidadania e membro titular da Executiva Nacional e do Diretório Nacional do partido. Ela é membro das Frentes Parlamentares da Saúde (como coordenadora), da Micro e Pequena Empresa, Católica, entre outras. 

## Biografia
Graduou-se em enfermagem e obstetrícia pela Fundação Educacional do Alto Uruguai Catarinense. Especializou-se em administração hospitalar pela Faculdade São Camilo (SP); saúde pública pela Universidade de Ribeirão Preto (SP); recursos humanos pela Universidade Federal de Santa Catarina (UFSC).  Em 2012, concluiu a formação em políticas para primeira infância na Universidade Harvard (EUA).

## Posicionamentos e Votações
Na eleição estadual de 2010, Carmen candidatou-se a deputada federal e conquistou a segunda suplência de sua coligação. Entretanto, ela assumiu o cargo na câmara na maior parte da legislatura, com breves interrupções. Nesse primeiro mandato, Carmen foi favorável aos ruralistas nas votações do Novo Código Florestal. Também votou favorável ao projeto que não previa a destinação de 100% dos royalties do petróleo para a educação. Foi contrária à MP da Copa do Mundo (Regime Diferenciado de Contratações). Votou a favor da expropriação de imóveis onde houver trabalho escravo (destinando-os à reforma agrária ou programas de habitação popular) e a favor da PEC do orçamento impositivo.
Na eleição estadual de 2014, Carmen foi eleita deputada federal titularmente. Nesse segundo mandato, votou junto com o partido nas seguintes pautas: a favor do PL 4330 da Terceirização, a favor do Impeachment de Dilma Rousseff (PT), a favor da cassação de Eduardo Cunha (PMDB), a favor da denúncia contra Michel Temer (PMDB) e contra as MPs 664 e 665, propostas por Dilma e relativas à pensão por morte e ao seguro desemprego respectivamente. Entretanto, não seguindo a orientação do partido, votou contra a PEC do Teto de Gastos e contra a Reforma Trabalhista.
Carmen se reelegeu na eleição estadual de 2018.  Dentre as principais votações no congresso durante seu terceiro mandato, Carmen votou a favor nas seguintes pautas:  MP 867 (que segundo ambientalistas alteraria o Código Florestal anistiando desmatadores); criminalização de responsáveis pelo rompimento de barragens; PEC da Reforma da Previdência e exclusão dos professores nas regras da mesma; PL 3723 que regulamenta a prática de atiradores e caçadores; "Pacote Anti-crime" de Sergio Moro; Novo Marco Legal do Saneamento; MP 910 (conhecida como MP da Grilagem);  anistia da dívida das igrejas; convocação de uma Convenção Interamericana contra o Racismo; autonomia do Banco Central e prisão do deputado bolsonarista Daniel Silveira (PSL/RJ).
Carmen votou contra o aumento do Fundo Partidário e a diminuição do Fundo Eleitoral, mas esteve ausente na votação sobre a possibilidade de alteração desse último. Carmen e Josias da Vitória (ES) foram os únicos do partido que votaram contra o congelamento de salário de servidores públicos durante a pandemia. Na regulamentação do novo Fundeb, Carmen esteve ausente na primeira votação mas na segunda votou para que a destinação fosse apenas para o ensino público.
Como deputada federal, foi relatora da Comissão Externa de Enfrentamento da Covid-19.
Em maio de 2020, o governador Carlos Moisés (PSL) convidou a deputada a assumir a Secretaria da Saúde, mas ela recusou. Na eleição municipal de novembro, Carmen disputou a prefeitura de Lages e por apenas 56 votos perdeu para o candidato Antonio Ceron (PSD), que se reelegeu.
Após reeleger-se deputada federal no pleito de 2022, está licenciada desde 1º de janeiro de 2023, quando reassumiu a titularidade da Secretaria Estadual de Saúde de Santa Catarina, na gestão do Governador Jorginho Mello (PL).
Foi eleita prefeita de Lages na eleição de 2024, com 50.734 votos (58,47%). Será a primeira mulher a ser prefeita da cidade.

## Desempenho eleitoral
| Ano  | Eleição                    | Cargo            | Partido   | Coligação                                                      | Vice/Suplente      | Votos           | Resultado                             |
| ---- | -------------------------- | ---------------- | --------- | -------------------------------------------------------------- | ------------------ | --------------- | ------------------------------------- |
| 2000 | Municipal de Lages         | Vereadora        | PDT       | PDT / PMDB                                                     |                    | 1.828 (2,41%)   | Eleita 3º lugar entre os 21 eleitos   |
| 2010 | Estadual de Santa Catarina | Deputada Federal | PPS       | PPS / PSDB / DEM / PMDB / PTC / PSL / PRP / PSC                | —                  | 81.026 (2,51%)  | Suplente 17º lugar, 2ª suplência      |
| 2014 | Estadual de Santa Catarina | Deputada Federal | PPS       | PPS / PSDB / PP / PRTB / PHS / PEN / SD / PTC / PSB            |                    | 78.607 (2,51%)  | Eleita 15º lugar entre os 16 eleitos  |
| 2018 | Estadual de Santa Catarina | Deputada Federal | PPS       | PPS / PSDB / PTB / DC                                          |                    | 84.703 (2,71%)  | Reeleita 9º lugar entre os 16 eleitos |
| 2020 | Municipal de Lages         | Prefeita         | Cidadania | Cidadania / PSDB / DEM / PL / PSB / PDT / PRTB                 | Samuel Ramos (DEM) | 28.273 (34,34%) | Não eleita 2º lugar, 1º turno         |
| 2022 | Estadual de Santa Catarina | Deputada Federal | Cidadania | sem coligação                                                  |                    | 130.138 (3,27%) | Reeleita 5º lugar entre os 16 eleitos |
| 2024 | Municipal de Lages         | Prefeita         | Cidadania | Avança Lages Fed. PSDB Cidadania, Republicanos, PODE, PL e PRD | Jair Júnior (PODE) | 50.374 (58,47%) | Eleita                                |